# 山田蘭斎
山田 蘭斎（やまだ らんさい、生没年不詳）は、江戸時代中期の茶人。のち筒井 亀斎を名乗る。別号に緑毛庵、浪花茶楽、双亀堂、蔵六亭、井翁、万年。

## 経歴・人物
摂津国浪速の人物。宗旦流茶道の傍流普斎流の山田逸斎の門人。